# Montalbán (Venezuela)
Montalbán è un comune del Venezuela situato nello stato del Carabobo.
Il capoluogo del comune è la città di Montalbán.